# Saint-Prix (Allier)
Pour les articles homonymes, voir Saint-Prix.
Saint-Prix est une commune française, située dans le département de l'Allier en région Auvergne-Rhône-Alpes.

## Géographie

### Localisation
Le village est situé à deux kilomètres au sud-est de Lapalisse, à la limite nord de la montagne bourbonnaise.
Il est limitrophe avec cinq communes, :
| Lapalisse                       |            | Barrais-Bussolles |
| Billezois                       | Saint-Prix | Droiturier        |
| Saint-Christophe-en-Bourbonnais | Le Breuil  |                   |

### Hydrographie
La commune est traversée par la Besbre et plusieurs de ses affluents se jettent sur cette rivière dans la commune : le Brenasset, l'Andan et le ruisseau de la Vallée.

### Climat
Pour des articles plus généraux, voir Climat d'Auvergne-Rhône-Alpes et Climat de l'Allier.
En 2010, le climat de la commune est de type climat océanique dégradé des plaines du Centre et du Nord, selon une étude du CNRS s'appuyant sur une série de données couvrant la période 1971-2000. En 2020, Météo-France publie une typologie des climats de la France métropolitaine dans laquelle la commune est dans une zone de transition entre le climat océanique altéré et le climat de montagne ou de marges de montagne et est dans la région climatique Centre et contreforts nord du Massif Central, caractérisée par un air sec en été et un bon ensoleillement.
Pour la période 1971-2000, la température annuelle moyenne est de 11,2 °C, avec une amplitude thermique annuelle de 16,5 °C. Le cumul annuel moyen de précipitations est de 857 mm, avec 11 jours de précipitations en janvier et 7,8 jours en juillet. Pour la période 1991-2020, la température moyenne annuelle observée sur la station météorologique de Météo-France la plus proche, sur la commune d'Arfeuilles à 10 km à vol d'oiseau, est de 11,2 °C et le cumul annuel moyen de précipitations est de 951,6 mm,. Pour l'avenir, les paramètres climatiques de la commune estimés pour 2050 selon différents scénarios d'émission de gaz à effet de serre sont consultables sur un site dédié publié par Météo-France en novembre 2022.

## Urbanisme

### Typologie
Au 1er janvier 2024, Saint-Prix est catégorisée commune rurale à habitat dispersé, selon la nouvelle grille communale de densité à 7 niveaux définie par l'Insee en 2022.
Elle appartient à l'unité urbaine de Lapalisse, une agglomération intra-départementale dont elle est une commune de la banlieue,. Par ailleurs la commune fait partie de l'aire d'attraction de Lapalisse, dont elle est une commune de la couronne,. Cette aire, qui regroupe 9 communes, est catégorisée dans les aires de moins de 50 000 habitants,.

### Occupation des sols

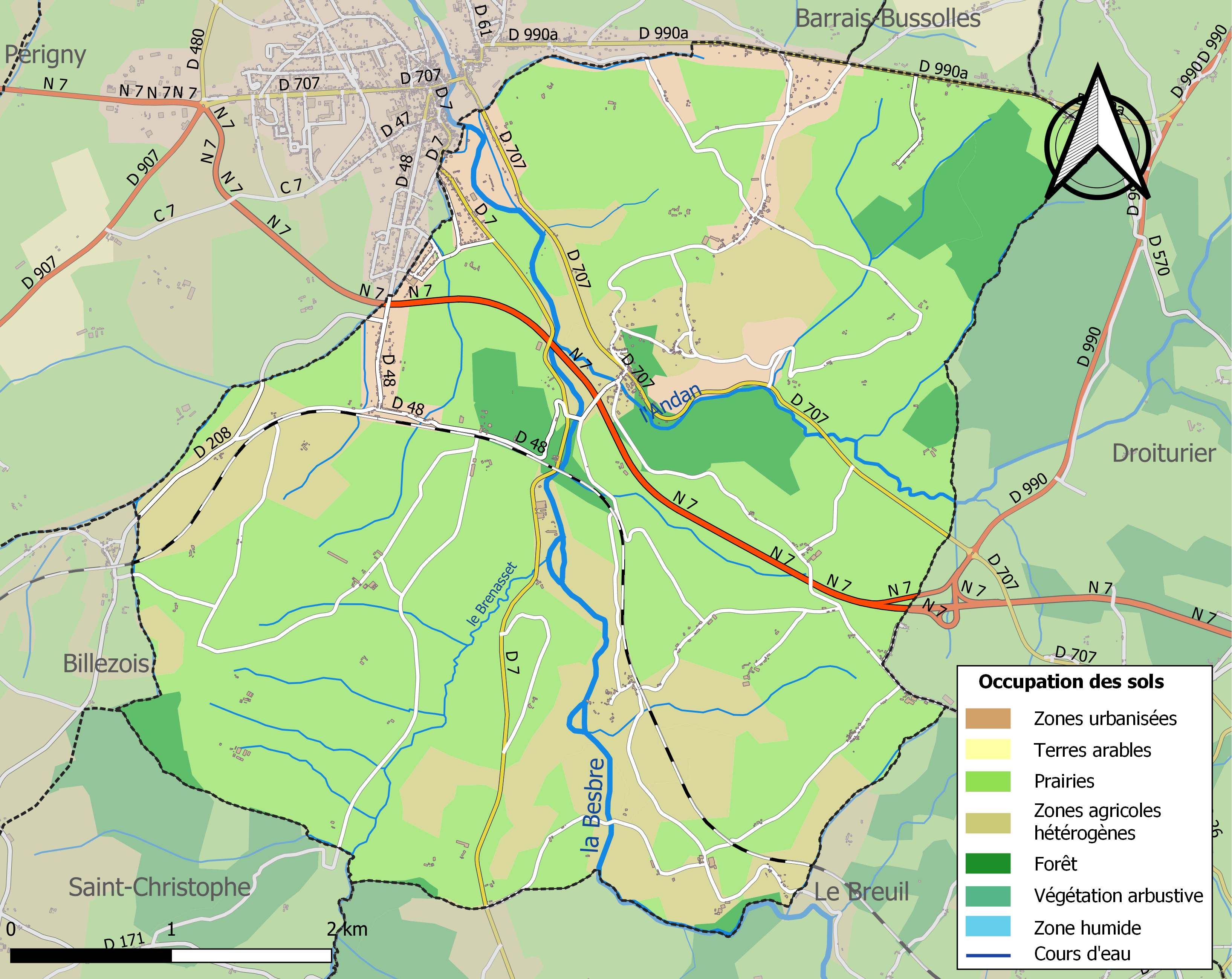
Carte des infrastructures et de l'occupation des sols de la commune en 2018 (CLC).

L'occupation des sols de la commune, telle qu'elle ressort de la base de données européenne d’occupation biophysique des sols Corine Land Cover (CLC), est marquée par l'importance des territoires agricoles (85,3 % en 2018), en diminution par rapport à 1990 (88 %). La répartition détaillée en 2018 est la suivante : prairies (64,5 %), zones agricoles hétérogènes (20,8 %), forêts (8,6 %), zones urbanisées (4,9 %), mines, décharges et chantiers (1,2 %).
L'IGN met par ailleurs à disposition un outil en ligne permettant de comparer l’évolution dans le temps de l’occupation des sols de la commune (ou de territoires à des échelles différentes). Plusieurs époques sont accessibles sous forme de cartes ou photos aériennes : la carte de Cassini (XVIIIe siècle), la carte d'état-major (1820-1866) et la période actuelle (1950 à aujourd'hui).

### Voies de communication et transports
Le village est contourné par la route nationale 7 (contournement de Lapalisse) ouvert depuis 2006 ; cette route est prolongée vers Roanne par une voie express ouverte en mars 2014. L'ancienne RN 7 est déclassée en RD 707, renommée RD N7.
La route départementale 7 relie Lapalisse à la montagne bourbonnaise, vers Le Breuil et Le Mayet-de-Montagne, tandis que la RD 48 dessert la gare de Lapalisse - Saint-Prix, fermée au service des voyageurs, située sur la ligne de Moret - Veneux-les-Sablons à Lyon-Perrache.

## Politique et administration
| Période                                  | Période                      | Identité       | Étiquette | Qualité   |
| ---------------------------------------- | ---------------------------- | -------------- | --------- | --------- |
| Les données manquantes sont à compléter. |                              |                |           |           |
| mars 2001                                | En cours (au 8 juillet 2020) | Didier Hangard | DVD       | Comptable |

## Population et société

### Démographie
Les habitants de la commune sont appelés les Saint-Prirois.
L'évolution du nombre d'habitants est connue à travers les recensements de la population effectués dans la commune depuis 1793. Pour les communes de moins de 10 000 habitants, une enquête de recensement portant sur toute la population est réalisée tous les cinq ans, les populations de référence des années intermédiaires étant quant à elles estimées par interpolation ou extrapolation. Pour la commune, le premier recensement exhaustif entrant dans le cadre du nouveau dispositif a été réalisé en 2007.

En 2022, la commune comptait 785 habitants, en évolution de −0,51 % par rapport à 2016 (Allier : −1,38 %, France hors Mayotte : +2,11 %).
| 1793 | 1800 | 1806 | 1821 | 1831 | 1836 | 1841 | 1846 | 1851 |
| ---- | ---- | ---- | ---- | ---- | ---- | ---- | ---- | ---- |
| 233  | 408  | 553  | 719  | 730  | 960  | 730  | 936  | 805  |

| 1856 | 1861 | 1866 | 1872  | 1876  | 1881  | 1886  | 1891  | 1896  |
| ---- | ---- | ---- | ----- | ----- | ----- | ----- | ----- | ----- |
| 911  | 937  | 970  | 1 013 | 1 072 | 1 057 | 1 032 | 1 054 | 1 083 |

| 1901  | 1906  | 1911  | 1921 | 1926 | 1931 | 1936  | 1946 | 1954 |
| ----- | ----- | ----- | ---- | ---- | ---- | ----- | ---- | ---- |
| 1 135 | 1 155 | 1 072 | 927  | 906  | 974  | 1 028 | 948  | 874  |

| 1962 | 1968 | 1975 | 1982 | 1990 | 1999 | 2006 | 2007 | 2012 |
| ---- | ---- | ---- | ---- | ---- | ---- | ---- | ---- | ---- |
| 825  | 830  | 797  | 837  | 840  | 809  | 806  | 805  | 776  |

| 2017 | 2022 | - | - | - | - | - | - | - |
| ---- | ---- | - | - | - | - | - | - | - |
| 796  | 785  | - | - | - | - | - | - | - |

### Enseignement
Saint-Prix dépend de l'académie de Clermont-Ferrand. Il n'existe aucune école.
Hors dérogations à la carte scolaire, les collégiens sont scolarisés à Lapalisse et les lycéens à Cusset, au lycée Albert-Londres.

## Culture locale et patrimoine

### Lieux et monuments
- Chapelle Notre-Dame-de-Beaulieu, d'origine romane.
- Église Saint-Priest de Saint-Prix du XIXe siècle, de style néo-roman.